# Lijst van burgemeesters van Leidschendam
Dit is een lijst van burgemeesters van de voormalige Nederlandse gemeente Leidschendam in de provincie Zuid-Holland vanaf het ontstaan op 1 januari 1938, totdat deze per 1 januari 2002 met de toenmalige gemeente Voorburg opging in de gemeente Leidschendam-Voorburg.
| Ambtsperiode | Naam burgemeester                                              | Partij of stroming | Bijzonderheden                  |
| ------------ | -------------------------------------------------------------- | ------------------ | ------------------------------- |
| 1938 - 1940  | Wilhelmus Joannes Henricus Josephus Maria (W.J.H.J.M.) Keijzer | RKSP               | Voorheen burgemeester van Veur. |
| 1940 - 1942  | Hendrikus Adriaan Constant Banning                             |                    | was burgemeester van Tubbergen  |
| 1942 - 1945  | M.A. Simonis                                                   | NSB                |                                 |
| 1945 - 1965  | Hendrikus Adriaan Constant Banning                             |                    |                                 |
| 1965 - 1980  | E.J.M. Kolfschoten                                             | KVP                |                                 |
| 1980 - 1997  | Willem Frans (W.F.) de Vreeze                                  | KVP / CDA          | was burgemeester van Warmond    |
| 1997 - 2002  | Mw. Mieke (W.H.J.) Bloemendaal-Lindhout                        | D66                |                                 |